# Wie A zegt
Wie A zegt is het 145e stripverhaal van De Kiekeboes. De reeks wordt getekend door striptekenaar Merho. Het album verscheen in 2016.

## Verhaal
De Nieuwe Cosmocraten, gestolen diamanten en een Indische diamantair die nog steeds wraak wil. Als er in Antwerpen drie mensen worden ontvoerd begint Van de Kasseien te panikeren. Wie is er nu na al die jaren bezig met deze geschiedenis weer op te halen? Zoals gewoonlijk is het aan Marcel om de kastanjes uit het vuur te halen. 
| Albumuitgaven           | Albumuitgaven | Albumuitgaven | Albumuitgaven  | Albumuitgaven |
| ----------------------- | ------------- | ------------- | -------------- | ------------- |
| Stripreeks of collectie | Nummer        | Eerste druk   | Voorganger     | Opvolger      |
| De Kiekeboes            | 145           | 2016          | Losse flodders | Alibaberg     |

## Verwijzingen
- Julius Sheddar is een verwijzing naar Julius Caesar
- Otto Maticq is een woordspelling op automatic
- Walt Sindey is een verwijzing naar Walt Disney
- Lidl en Aldi Tandoori zijn verwijzingen naar de bekende supermarkt ketens Lidl en Aldi
- De titel van dit album "Wie A zegt" is ook een stuk van het spreekwoord "Wie A zegt moet ook B zeggen" wat betekent dat als je aan iets begint je het ook moet afmaken